# Roh Jeong-eui
Roh Jeong-eui (hangul: 노정의; Seongnam, 31 de julho de 2001) é uma atriz sul-coreana. É conhecida por seus papéis como Dong-i no filme Phantom Detective (2016), Hong Si-a em 18 Again (2020), NJ em Our Beloved Summer (2021–2022) e Jung Jae-i em Hierarchy (2024).

## Biografia
Nascida em Seongnam, Coreia do Sul, em 31 de julho de 2001, ingressou na indústria do entretenimento com o incentivo de sua irmã mais velha, com mais de nove anos de diferença. Após participar de oito audições, foi selecionada como modelo infantil, fazendo sua primeira aparição na televisão no programa Happy Time, Fantastic Mates, em 2009. Em 2019, a agência Namoo Actors anunciou que Roh havia sido aceita na Universidade Hanyang, onde ingressaria em 2020 no Departamento de Teatro e Cinema.

## Carreira

#### 2010–2015: Início como atriz mirim
Roh estreou como atriz mirim em 2010, no episódio 7 do drama Quiz of God, do canal OCN, interpretando brevemente a versão infantil de Hong Ju-yeon.
Em 2011, interpretou as versões infantis das personagens de Lee Se-young em Bachelor's Vegetable Store (Channel A) e de Kim Sun-a em Scent of a Woman (SBS). No mesmo ano, atuou em seu primeiro filme, I Am a Dad, como Na Ye-seul.
Em 2012, apareceu em diversos dramas, incluindo Dream High 2, Operation Proposal, Full House Take 2, The King's Doctor e Cheer Up, Mr. Kim!. Neste ano, foi indicada ao prêmio de Melhor Atriz Jovem tanto no KBS Drama Awards quanto no MBC Drama Awards.
Em 29 de abril de 2013, a agência Namoo Actors anunciou a assinatura de um contrato exclusivo com Roh. Posteriormente, ela participou do drama The Eldest, interpretando a versão jovem de Lee Ji-sook, personagem vivida por Oh Yoon-ah.
Em 2014, deu vida às versões infantis das personagens de Koo Hye-sun em Angel Eyes e de Park Shin-hye em Pinocchio. Ainda em 2014, assumiu seu primeiro papel principal na segunda temporada do drama infantil Store Struck By Lightning, do canal Tooniverse, interpretando a si mesma. A série foi bastante popular entre o público infantil, contribuindo para sua crescente notoriedade.
Em 2015, participou do filme de suspense The Phone, no papel de Ko Kyung-rim, filha dos personagens de Son Hyun-joo e Uhm Ji-won, sendo bastante elogiada por sua atuação.

### 2016–2019: Adolescência e papéis coadjuvantes
Em 2016, ganhou destaque ao interpretar Kim Dong-yi no filme Phantom Detective, ao lado de Lee Je-hoon. No mesmo ano, participou de Flowers of the Prison como a versão jovem de Kim Soo-yeon.
Em 2017, interpretou Oh Ha-ra no drama Live Up to Your Name e a versão jovem de Ma Yi-deum, personagem de Jung Ryeo-won, em Witch at Court.
Em 2018, protagonizou o filme Fantasy of the Girls, como Bong Seon-hwa, uma estudante que se apaixona por uma veterana em uma escola feminina.
Em 2019, atuou como Kang Seul-gi no drama Kill It (OCN) e como Han Da-jung em The Great Show (tvN). No mesmo ano, estrelou o filme independente A Haunting Hitchhike, interpretando uma adolescente de 16 anos em busca da mãe que a abandonou após o diagnóstico terminal de câncer de seu pai. Sua atuação foi amplamente elogiada.

### 2020–presente: Ascensão à popularidade e papéis principais
Em 2020, interpretou as gêmeas Yoo Soo-yeon e Yoo Jeong-yeon no episódio Everyone Is There da antologia Drama Stage, da tvN. Foi reconhecida por sua habilidade ao retratar múltiplas personalidades.
Ainda em 2020, deu vida à personagem Hong Shi-ah no drama 18 Again (JTBC), que recebeu aclamação do público. Atuou também no filme The Day I Died: Unclosed Case, como Jung Se-jin, uma jovem que desaparece após deixar uma carta de suicídio. Por esse papel, foi indicada ao prêmio de Melhor Atriz Revelação no 42º Blue Dragon Film Awards.
Em 2021, foi escalada como Seo Ji-min, uma líder de torcida popular na universidade fictícia Seoyeon, no drama Dear.M (KBS). No mesmo ano, interpretou NJ, uma idol de grande sucesso, no drama Our Beloved Summer (SBS), sendo bastante elogiada por sua transformação física e maturidade interpretativa. Recebeu o prêmio de Melhor Atriz Revelação no SBS Drama Awards de 2021.
De 3 de abril de 2022 a 2 de abril de 2023, foi apresentadora do programa musical Inkigayo (SBS), ao lado de Yeonjun (Tomorrow X Together) e Seo Beom-jun. Em 2022, também atuou no filme I Want to Know Your Parents, como Nam Ji-ho, testemunha de um incidente escolar.
Em 2024, estrelou dois projetos da Netflix. No filme Badland Hunters, interpretou Han Su-na, e assumiu o papel principal de Jung Jae-i, filha mais velha do conglomerado fictício Jaeyul Group, no drama Hierarchy. A série alcançou o segundo lugar no ranking global de séries em língua não inglesa da Netflix três dias após o lançamento, chegando ao topo na semana seguinte com 48 milhões de horas assistidas por 6,3 milhões de espectadores.
Está confirmada para o papel principal no drama The Witch (Channel A), e foi escalada para duas adaptações de webtoons: Crushology 101 e Pigpen.

## Filmografia

### Filmes
| Ano  | Título                        | Papel         | Ref.          |
| ---- | ----------------------------- | ------------- | ------------- |
| 2011 | I Am a Dad                    | Na Ye-seul    | [ 7 ]         |
| 2011 | Gochibang: Our Ideal          | Lee So-hee    | [ 36 ]        |
| 2015 | The Phone                     | Go Kyung-rim  | [ 14 ]        |
| 2016 | Phantom Detective             | Kim Dong-i    | [ 15 ]        |
| 2018 | Fantasy Of The Girls          | Bong Seon-hwa | [ 19 ]        |
| 2019 | A Haunting Hitchhike          | Yoon Jeong-ae | [ 21 ]        |
| 2020 | The Day I Died: Unclosed Case | Jung Se-jin   | [ 24 ]        |
| 2022 | I Want to Know Your Parents   | Nam Ji-ho     | [ 30 ]        |
| 2024 | Badland Hunters               | Han Su-na     | [ 37 ] [ 38 ] |

### Séries de televisão
| Ano       | Título                                  | Papel                            | Notas                         | Ref.   |
| --------- | --------------------------------------- | -------------------------------- | ----------------------------- | ------ |
| 2010      | Quiz of God                             | jovem Hong Ju-yeon               |                               | [ 5 ]  |
| 2011      | Scent of a Woman                        | jovem Lee Hyun-jae               |                               | [ 39 ] |
| 2011      | Bachelor's Vegetable Store              | jovem Han Tae-in                 |                               | [ 40 ] |
| 2012      | Dream High 2                            | Shin Hae-poong                   |                               | [ 41 ] |
| 2012      | Operation Proposal                      | Hahm Ee-seul                     |                               | [ 42 ] |
| 2012      | The King's Doctor                       | jovem Kang Ji-nyeong / Yeong-dal |                               | [ 43 ] |
| 2012      | Full House Take 2                       | jovem Jang Man-ok                |                               | [ 44 ] |
| 2012      | Cheer Up, Mr. Kim!                      | Nam Song-ah                      |                               | [ 45 ] |
| 2013      | The Eldest                              | Lee Ji-sook                      |                               | [ 11 ] |
| 2014      | KBS Drama Special: "Pretty! Oh Man-bok" | Kwon Ha-eun                      | drama de um ato               | [ 46 ] |
| 2014      | Angel Eyes                              | criança Yoon Soo-wan             |                               | [ 47 ] |
| 2014      | Store Struck By Lightning 2             | Roh Jeong-eui                    |                               | [ 13 ] |
| 2014      | Pinocchio                               | jovem Choi In-ha                 |                               | [ 12 ] |
| 2016      | Flowers of the Prison                   | jovem Yoon Shin-hye              |                               | [ 16 ] |
| 2017      | Live Up to Your Name                    | Oh Ha-ra                         |                               | [ 17 ] |
| 2017      | Witch at Court                          | adolescente Ma Yi-deum           |                               | [ 18 ] |
| 2019      | Kill It                                 | Kang Seul-gi                     |                               | [ 48 ] |
| 2019      | The Great Show                          | Han Da-jung                      |                               | [ 20 ] |
| 2020      | Drama Stage: "Everyone is There"        | Yoo Soo-yeon / Yoo Jeong-yeon    | Temporada 3 – Drama em um ato | [ 22 ] |
| 2020      | 18 Again                                | Hong Shi-ah                      |                               | [ 23 ] |
| 2021–2022 | Our Beloved Summer                      | NJ                               |                               | [ 49 ] |
| 2022      | Dear.M                                  | Seo Ji-min                       |                               | [ 26 ] |
| 2024      | Hierarchy                               | Jung Jae-i                       |                               | [ 2 ]  |
| 2025      | The Witch                               | Park Mi-jeong                    |                               | [ 33 ] |
| 2025      | Crushology 101                          | Ban Hee-jin / Bunny              |                               | [ 34 ] |
| 2025      | Pigpen                                  | Romi                             |                               | [ 50 ] |
| 2025      | I'll Give You the Universe              | Woo Hyun-jin                     |                               | [ 51 ] |

### Apresentadora
| Ano       | Título   | Papel         | Notas                            | Ref.          |
| --------- | -------- | ------------- | -------------------------------- | ------------- |
| 2022–2023 | Inkigayo | Apresentadora | com Seo Bum-june e Choi Yeon-jun | [ 52 ] [ 53 ] |

### Aparições em videoclipes
| Ano  | Título da música    | Artista   | Ref.   |
| ---- | ------------------- | --------- | ------ |
| 2022 | "Invitation" (초대) | MeloMance | [ 54 ] |

## Discografia
| Ano  | Título                        | Álbum                          | Ref.   |
| ---- | ----------------------------- | ------------------------------ | ------ |
| 2022 | "Island" (Creditada como: NJ) | Our Beloved Summer OST Special | [ 55 ] |

## Prêmios e indicações
| Cerimônia               | Ano  | Categoria                     | Nomeado / Obra                   | Resultado | Ref.   |
| ----------------------- | ---- | ----------------------------- | -------------------------------- | --------- | ------ |
| Baeksang Arts Awards    | 2025 | Melhor Nova Atriz – Televisão | The Witch                        | Pendente  | [ 56 ] |
| Blue Dragon Film Awards | 2021 | Melhor Nova Atriz             | The Day I Died: Unclosed Case    | Indicado  | [ 25 ] |
| KBS Drama Awards        | 2012 | Melhor Atriz Jovem            | Cheer Up, Mr. Kim!, Dream High 2 | Indicado  | [ 8 ]  |
| MBC Drama Awards        | 2012 | Melhor Atriz Jovem            | The King's Doctor                | Indicado  | [ 9 ]  |
| SBS Drama Awards        | 2021 | Melhor Nova Atriz             | Our Beloved Summer               | Venceu    | [ 28 ] |
| Wildflower Film Awards  | 2019 | Melhor Nova Atriz             | Fantasy of the Girls             | Indicado  | [ 57 ] |

### Listagens
| Publicação | Ano  | Lista                                 | Colocação | Ref.   |
| ---------- | ---- | ------------------------------------- | --------- | ------ |
| Cine 21    | 2024 | Nova Atriz para ficar de olho em 2024 | 4ª        | [ 58 ] |
| Cine 21    | 2025 | Nova Atriz para ficar de olho em 2025 | 4ª        |        |